# Arbeidsrecht (Nederland)

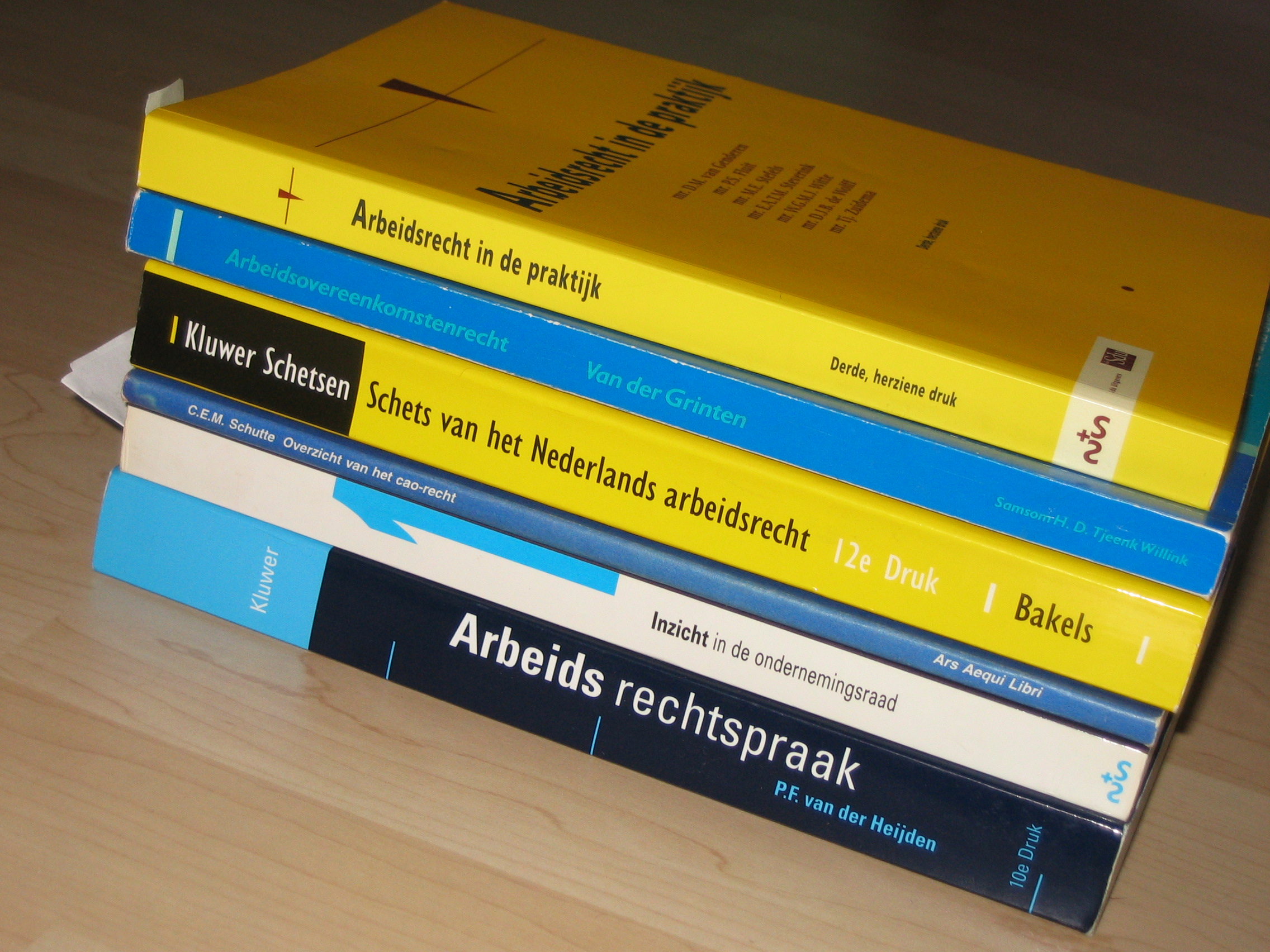
Boeken over het Nederlandse arbeidsrecht

Het arbeidsrecht is een samenstel van zowel privaatrechtelijke als publiekrechtelijke wet- een regelgeving, dat in Nederland de verhouding regelt tussen werkgever en werknemer. Dit kan zowel individueel zijn als collectief (Collectieve Arbeidsovereenkomst). 
Iedereen die een arbeidsovereenkomst gesloten heeft, heeft te maken met het arbeidsrecht. Het is ook van toepassing als er een overeenkomst is met een andere benaming, die inhoudelijk alle elementen van een arbeidsovereenkomst bevat en kent enkele bijzondere arbeidsverhoudingen, zoals die van de ambtenaar of uitzendkracht. 

## Toepasselijke wetgeving (rechtsbronnen)
De basis voor het arbeidsrecht is neergelegd in Boek 7 (bijzondere overeenkomsten), titel 10 (Arbeidsovereenkomst), van het Burgerlijk Wetboek en afgeleide regelgeving, zoals de Ontslagregeling. 
Andere Nederlandse wetgeving die betrekking heeft op het arbeidsrecht, is bijvoorbeeld de Arbeidsomstandighedenwet, de Arbeidstijdenwet, de Grondwet, de Wet Minimumloon en Minimumvakantiebijslag, de Wet melding collectief ontslag, de Wet op de collectieve arbeidsovereenkomst en de Wet op het algemeen verbindend en het onverbindend verklaren van bepalingen van collectieve arbeidsovereenkomsten (Wet AVV), de Wet op de Ondernemingsraden (WOR) en de Algemene wet gelijke behandeling. 
Inmiddels is er ook een flinke hoeveelheid internationale wetgeving die doorwerkt in het Nederlandse arbeidsrecht. In de eerste plaats valt daarbij te wijzen op een scala aan grondrechten in bijvoorbeeld het EVRM en het Europees Sociaal Handvest, zoals het stakingsrecht, de vrijheid van arbeidskeuze, de vrijheid van meningsuiting, het recht op een privéleven en verschillende verboden op discriminatie. In de tweede plaats valt in internationaal opzicht te wijzen op verwijzingsregels tussen verschillende bevoegde rechters en toepasselijke rechtsregels (het Internationaal Privaatrecht), zoals grotendeels geregeld in het EG-verdrag inzake recht van toepassing op verbintenissen uit overeenkomst (het EVO-verdrag) en de Rome I-verordening. En in de derde plaats heeft EU-wetgeving ook inhoudelijk wezenlijke invloed gehad op het Nederlandse arbeidsrecht, met bijvoorbeeld de Richtlijn over overgang van onderneming, de Uitzendrichtlijn, de Detacheringsrichtlijn en de WagwEU, de Algemene Verordening Gegevensbescherming (AVG) en de Richtlijn Collectief ontslag, waarop de WMCO is gebaseerd.
Ook fiscale wetgeving en socialezekerheidswetgeving, zoals de Werkloosheidswet, de Ziektewet, de Wet Werk en Inkomen naar Arbeidsvermogen  zijn van invloed op de arbeidsrelatie.

## Belangrijkste onderwerpen
De belangrijkste onderwerpen van het arbeidsrecht zijn: 
- de totstandkoming en kwalificatie van de arbeidsovereenkomst, in het bijzonder in verhouding tot zelfstandigen;
- kwesties rond arbeidsvoorwaarden, zoals het loon, vakantiegeld, vakantiedagen en ander verlof;
- arbeidsomstandigheden, arbeidsongevallen en werkgeversaansprakelijkheid;
- flexibele arbeidsrelaties, waaronder regels omtrent tijdelijke arbeid (zoals de ketenregeling), oproepovereenkomsten, uitzendovereenkomsten en payrolling;
- het CAO-recht;
- verplichtingen van werkgever en werknemer (goed werknemer- en werkgeverschap);
- arbeidsongeschiktheid, de loondoorbetalingsverplichtingen gedurende 104 weken tijdens ziekte en de re-integratieverplichtingen van de werknemer en werkgever;
- gelijke behandeling en discriminatieverboden;
- het ontslagrecht, waaronder collectief en individueel ontslag, het ontslag op staande voet;
- het medezeggenschapsrecht;
- privacy op de werkvloer en internationale aspecten van het arbeidsrecht;
- het pensioenrecht.

## Geschiedenis

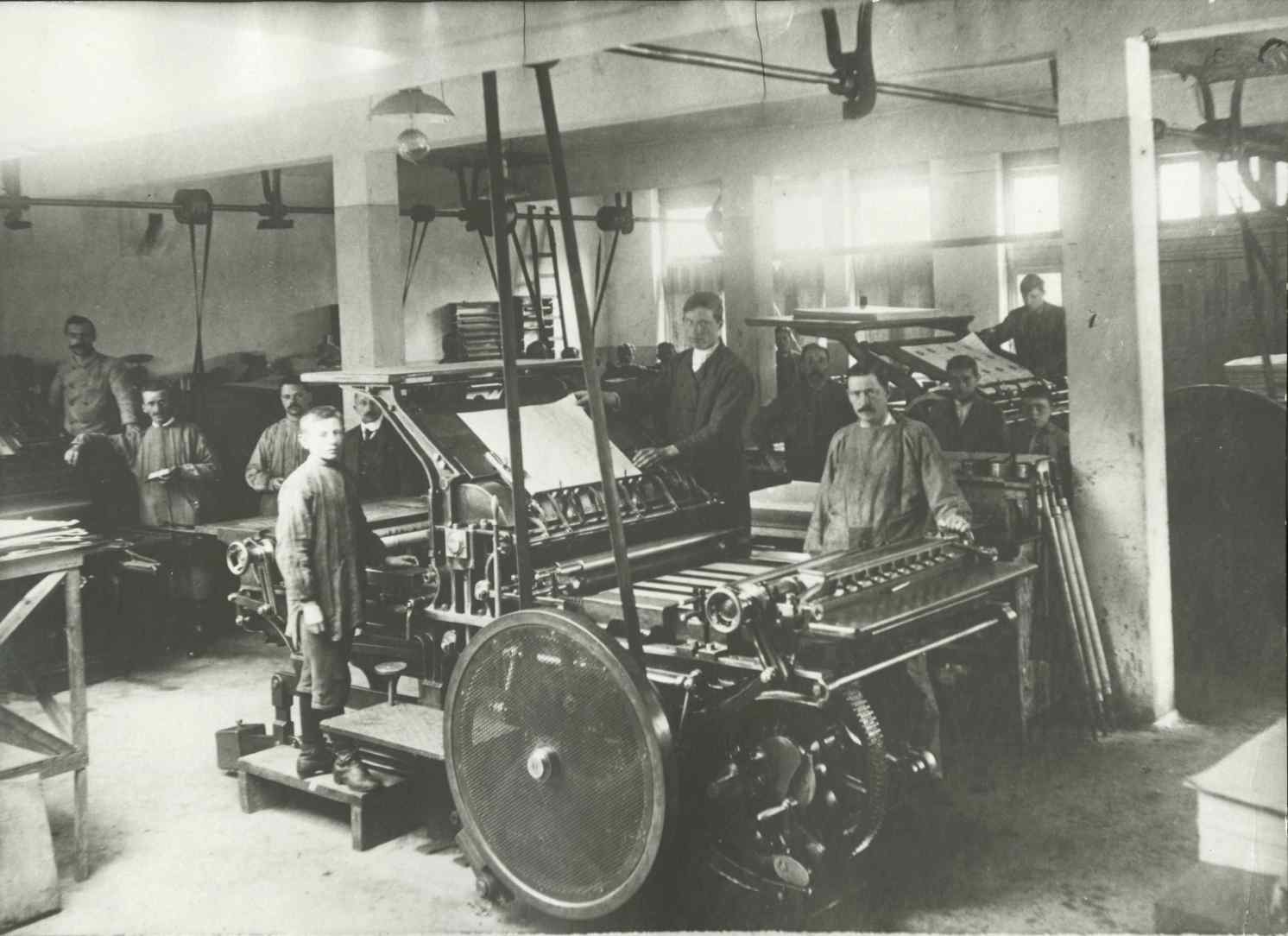
Kinderarbeid in Nederland, 1899

### Vooroorlogse geschiedenis
De uitvinding van de (industriële) stoommachine in de 18e eeuw voerde ertoe dat bij de productie van goederen op grote schaal gebruik kon worden gemaakt van de arbeidsvermogen van machines. Waterkracht en windkracht werd al eeuwen ingezet als arbeidskracht, maar de techniek daarvan was niet verder ontwikkeld, dan dat men er alleen kleine machines mee kon aandrijven. In de loop van de middeleeuwen hadden handwerkers in de steden een zekere status weten te krijgen die hen beschermde tegen grote armoede. Ze werkten thuis of in werkplaatsen.
Vanwege de economische voordelen van het produceren met stoommachines, werden er grote fabrieken gebouwd door mensen die daarvoor voldoende geld hadden of een lening konden krijgen, dat was een kleine groep. In de fabrieken die ze bouwden konden honderden mensen werken. In het begin van deze periode van industrialisatie konden de contractspartijen vrij de voorwaarden voor werk bepalen. De regels van het feodale stelsel waren afgeschaft, en ook de gildes, waardoor veel economische en politieke macht voor de handwerkers verloten ging. Men omarmde de volledige contractsvrijheid, ofwel de vrijheid om te bepalen met wie en onder welke voorwaarden een overeenkomst wordt aangegaan. Het grote machtsverschil dat vaak bestond tussen werkgever en werknemer, en het ontbreken van sociaal of maatschappelijk bewustzijn bij de ondernemers, leidde tot grove misstanden. De Duitse grootindustrieel Friedrich Engels die in Manchester directeur was van een grote katoenweverij, liet in de 1840er jaren onderzoeken hoe de situatie van de arbeiders in Manchester was en ging ook zelf op onderzoek uit. Door naar de wijken te gaan waar de arbeiders woonden en de huizen te bekijken en mensen te interviewen. Hij publiceerde daar in 1845 een boek over dat een aanklacht was tegen de industrialisatie en de gevolgen ervan voor de arbeiders, Die Lage der arbeitenden Klasse in England. In Nederland werd in de 1860er jaren in opdracht van de Tweede Kamer een zelfde soort onderzoek uitgevoerd met vergelijkbare uitkomsten. In 1874 kwam op initiatief van de liberaal Van Houten een wet tot stand met regels rondom kinderarbeid (Kinderwetje van Van Houten), In 1889 volgde eenzelfde soort wet voor volwassenen. In 1891 gaf Willem Drucker de aanzet te komen tot een regeling voor de arbeidsovereenkomst. Zo werd geleidelijk aan de contractvrijheid van partijen door wetgeving beperkt en daarmee de positie van arbeiders verbeterd.
Aan het begin van de 20e eeuw groeide het maatschappelijke en politieke bewustzijn, dat het individuele probleem van elke arbeider een maatschappelijk probleem was en werden aanzetten gegeven voor wetgeving. Bij de omslag in denken hebben arbeidersorganisaties en hun activiteiten een grote rol gespeeld.
De invoering van de Wet op de arbeidsovereenkomst in 1909 maakte met veel dwingend recht een einde aan de uitbuiting van de arbeiders door de werkgever. Al eerder had de wetgever met publiekrechtelijke wetgeving, zoals de Arbeidswet (1889) en de Ongevallenwet (1901), ingegrepen in hun verhouding. In de Eerste Wereldoorlog en in de jaren dertig van de twintigste eeuw nam de bemoeienis van de overheid met de private sector toe, ook op het gebied van het arbeidsrecht. De reden waarom de overheid ingreep, had meer te maken met de beïnvloeding van het economisch leven dan met de bescherming van de individuele arbeider. Dit gold ook voor de herziening van het ontslagrecht tijdens en na afloop van de Tweede Wereldoorlog

### De Tweede Wereldoorlog en naoorlogse geschiedenis
De Tweede Wereldoorlog heeft een bepalende invloed gehad op het Nederlandse arbeidsrecht, in het bijzonder het ontslagrecht. De wet van 1909 kende verschillende wijzen van beëindiging van het arbeidscontract (onder meer door tijdsverloop, opzegging en ontbinding). Partijen konden – al dan niet met hulp van de rechter – altijd van elkaar ‘af’. 
Dat veranderde in mei 1940 door de invoering van een maatregel, die was geënt op de Duitse Wet tot regeling van de nationale arbeid van 20 januari 1934. Zij verbood de ontslagname door een arbeider en de ontslagverlening door een werkgever zonder voorafgaande toestemming (preventieve toets) van een ambtenaar. De Nederlandse wetgever heeft na de oorlog de verboden overgenomen. Zij zijn in grote lijnen geldend recht gebleven en waren tot 1 juli 2015 opgenomen in het Buitengewoon Besluit Arbeidsverhoudingen 1945 ("BBA 1945").

### Recente geschiedenis
Met inwerkingtreding van de Wet werk en zekerheid ("WWZ") op 1 juli 2015 is het Nederlandse arbeidsrecht verder ingrijpend gewijzigd. De WWZ beoogt de ontslagkosten voor werkgevers terug te dringen, onder andere door te hoge ontslagvergoedingen te voorkomen en het stelsel eenvoudiger, sneller en eerlijker (door de vergoedingen onafhankelijk te maken van de ontslagroute en van het soort contract) te maken. Ook moest het nieuwe ontslagstelsel zich meer richten op het vinden van een nieuwe baan.
Met de invoering van de WWZ is het Buitengewoon Besluit Arbeidsverhoudingen 1945 ("BBA 1945") vervallen. Het arbeidsrecht is nu in Boek 7 BW, Titel 10 en daarop gebaseerde nadere regelgeving geconcentreerd. Ontslagen die verband houden met bedrijfseconomische omstandigheden of na langdurige arbeidsongeschiktheid worden in eerste instantie vooraf getoetst door het UWV. Voorgenomen ontslagen vanwege vermeend disfunctioneren, verwijtbaar handelen of nalaten van de werknemer, andere in de persoon van de werknemer gelegen redenen of vanwege een verstoorde arbeidsverhouding, worden getoetst door de kantonrechter.
Een werknemer die schriftelijk instemt met ontslag kan dit binnen veertien dagen schriftelijk herroepen, zonder opgaaf van redenen. Verder kreeg in beginsel iedere werknemer bij onvrijwillig ontslag recht op een transitievergoeding.
Op 1 januari 2020 is de Wet Arbeidsmarkt in Balans ("WAB") in werking getreden. In veel opzichten kan de WAB als ‘reparatiewet’ van de WWZ worden gezien op het terrein van het ontslagrecht. Zo kregen werknemers vanaf aanvang van het dienstverband aanspraak op een transitievergoeding (in plaats van na 24 maanden), introduceerde de WAB een extra ontslaggrond, de zogenoemde ‘i-grond’ en werd de ketenregeling verruimd (van twee jaar naar drie jaar). Ook kregen oproepkrachten meer bescherming en werd via WW-premiedifferentiatie een financiële prikkel geïntroduceerd om meer vaste contracten te sluiten.
Sinds het begin van de 21e eeuw is zo al met al de contractvrijheid verregaand teruggedrongen in het arbeidsrecht. Werknemers genieten een verregaande bescherming, bijvoorbeeld op vlak van bescherming tegen ontslag, sociale zekerheid, arbeidsongevallen, enz. Deze ontwikkeling is een belangrijke factor geweest in de herverdeling van de welvaart. Recente wetgeving is onder meer de Wet aanpak schijnconstructies, die zich richt zich tegen schijnconstructies door werkgevers.